# ژان چهارم ترابوزان
ژان چهارم ترابوزان یا ژان چهارم کومنن (یونانی: Ιωάννης Δ΄ Μέγας Κομνηνός، Iōannēs IV Megas Komnēnos) (زاده: حدود ۱۴۰۳م، مرگ: ۱۴۵۹م) امپراتور ترابوزان است.

## خانواده
ژان چهارم در ازدواج نخستش، همسر دختری [ناشناس] از پادشاه گرجستان الکساندر یکم، شد. نتیجه این ازدواج سه فرزند بود:
- الکسیس (۱۴۵۵م-۱۴۶۳م) که در قسطنطنیه سرش را بریدند،
- تئودورا، همسر اوزون حسن آق قویونلو. اینها والدین بزرگ شاه اسماعیل مؤسس سلسله صفویه می باشند،
- اودوکسی (والنزا). پاره ای از تاریخ دانان وی را خواهر و نه دختر ژان چهارم می دانند.

ژان چهارم ازدواج دومش با شاهزاده خانمی ترک بود که نامش در تاریخ نیست. از این ازدواج فرزندی حاصل نشد.